# Dawn (album)
Dawn is het vijfde studioalbum van de Duitse muziekgroep Eloy. Het betekende een gedeeltelijke ommekeer in de muziek. Na het vorig album Power and the passion, dat circa 30.000 stuks verkocht in Duitsland, ging het management van Eloy (Jay Partridge) er met de centen vandoor. Bornemann wilde niet meer verder en de overige leden probeerden nog iets, maar strandden. Eloy bestond niet meer. Bornemann werkte in die tijd als geluidstechnicus in de Horus Studio en kwam in die hoedanigheid met allerlei musici in aanraking. EMI, baas bij Harvest Records had voldoende vertrouwen in Bornemann om met het verder te gaan. In de Horus Studio hadden Scorpions al eerder muziek opgenomen, waarbij hun drummer Jürgen Rosenthal positief opviel. Rosenthal wilde meer de progressieve rockkant op, terwijl Scorpions het zochten in hardrock. Rosenthal nam ook de basgitarist Klaus-Peter Matziol mee, die een grote invloed zou hebben op Eloys muziek. Het album werd opgenomen in de Tonstudio Nedeltschev in Keulen. De muziek is veel gericht op de progressieve rock in die tijd. Het is geen conceptalbum geworden, maar de nummers vloeien wel allemaal in elkaar over en zijn sterk aan elkaar verwant.

## Musici
- Frank Bornemann – zang, gitaar
- Klaus-Peter Matziol – Rickenbaker basgitaar, zang
- Detlev Schmidtchen – toetsinstrumenten, gitaar, zang
- Jürgen Rosenthal – slagwerk en percussie
- Symphonic Orchestra o.l.v. Wolfgang Maus

## Tracklist
De muziek is van Eloy, de teksten van Rosenthal. Over de trackvolgorde is enige discussie in verband met een foute volgorde op de eerste compact disc-versie uit 1989. Elpee en 2004-versie vermeldden onderstaande volgorde:

| Nr. | Titel                                                                                             | Duur |
| --- | ------------------------------------------------------------------------------------------------- | ---- |
| 1.  | Awakening                                                                                         | 2:38 |
| 2.  | Between the times (Between the times, Memory flash, Appearance of the voice, Return of the voice) | 6:08 |
| 3.  | The Sun-Song                                                                                      | 4:55 |
| 4.  | The dance in doubt and fear                                                                       | 4:27 |
| 5.  | Lost!?? (introduction)                                                                            | 5:18 |
| 6.  | Lost?? (the decision)                                                                             | 5:02 |
| 7.  | The midnight fight / The victory of mental force                                                  | 8:10 |
| 8.  | Gliding into light and knowledge                                                                  | 4:15 |
| 9.  | Le reveil du soleil / The Dawn                                                                    | 6:45 |

## Bron
- de 1989 compact disc
- progarchives
- Discogs
- Eloy